# Per Georg Wilskman
Per (Peter) Georg Wilskman, född 7 oktober 1718 i Ödeshögs socken, död 4 maj 1791 på överstebostället Kungsbro i Vreta Klosters socken, var en svensk militär (överstelöjtnant).
Han var son till Nils Wilskman (1690–1733) och jungfrun Helena Juliana Freidenfelt (död 1773), samt gift första gången med överstelöjtnanten Kasper Herman Krebs dotter Ulrika Krebs (1729-1756) och andra gången med brukspatronen  Louis De Geers dotter Charlotta Johanna Gustafva De Geer (1735-1787). Han var bror till kaptenen vid Östgöta infanteriregemente Johan Nils Wilskman (1732-1813).
Wilskman blev volontär vid Nylands regemente 1737, korpral 1738 och  mönsterskrivare vid Östgöta infanteriregemente 1740 och förare 1749, han utnämndes till stabskapten 1760, kapten 1763, sekundmajor 1777, premiärmajor 1779 och erhöll överstelöjtnants avsked 1786. Wilskman adlades 1772 men blev ej introducerad von Wilskman. Under 1789 lät han uppföra en läktare på södra tvärskeppet i Vreta klosterkyrka som märktes med texten Denna Läktare har Öfwersrelieutnanten von Wilskman låtit uppbyggaför Öfwerste Sätet Kongsbro år 1788.
Per Georg Wilskman är begravd i den Roxendorffska familjegraven i Östra Skrukeby kyrka.